# 斯洛博達-庫哈爾西卡
50°50′28″N 29°32′51″E / 50.84111°N 29.54750°E
斯洛博達-庫哈爾斯卡（烏克蘭語：Слобода-Кухарська）是位於烏克蘭北部的村莊，由基辅州维什霍罗德区的伊萬基夫市鎮負責管轄。該村面積1平方公里，海拔高度152米，2001年人口116。